# Cyclocheilichthys apogon
Cyclocheilichthys apogon és una espècie de peix cipriniforme de la família dels ciprínids.

## Morfologia
Els mascles poden assolir els 25 cm de longitud total.

## Distribució geogràfica
Es troba des de Myanmar a Indonèsia.